# شهرک خارجی‌نشین کوبه

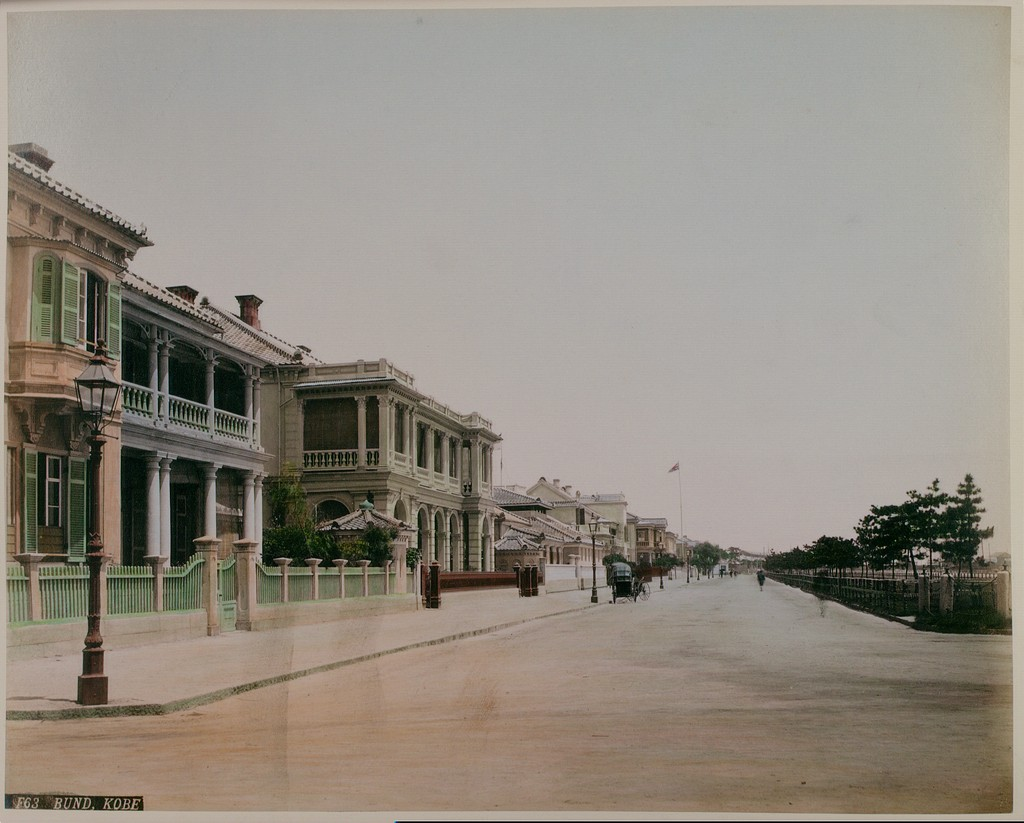

شهرک خارجی‌نشین کوبه (به ژاپنی: 神戸外国人居留地, Kōbe gaikokujin kyoryūchi) یک شهرک خارجی نشین بود که در فاصله ۳ و نیم کیلومتری از بندر کوبه امروزه در چوئو-کو، کوبه،  کوبه (شهر) در ژاپن قرار داشت. این شهرک پس از قراردادهای آنسی از اول ژانویه ۱۸۶۸ تا ۱۶ ژوئیه ۱۸۹۹ وجود داشت.